# Roßbach (Witzenhausen)
Roßbach ist ein Stadtteil von Witzenhausen im nordhessischen Werra-Meißner-Kreis.

## Geographie
Roßbach liegt am Rand des Kaufunger Waldes im Übergangsbereich zum Kleinalmeröder Hügelland etwa 4,5 km (Luftlinie) südwestlich der Kernstadt von Witzenhausen am Wilhelmshäuser Bach. Durch die Ortschaft verläuft die Landesstraße 3389 (Dohrenbach–Roßbach–Kleinalmerode). Südlich des Dorfs liegt der Weiler Oberroßbach.
Die Gemarkung von Roßbach weist eine Besonderheit auf. Sie ist zweigeteilt in einen landwirtschaftlich genutzten gemeindegebundenen Teil und zusätzlich einen bewaldeten gemeindefreien Teil im Gutsbezirk Kaufunger Wald mit einer Fläche von 8,49 km², der bis zur Kammlinie vom Mühlenstein (607,2 m) zum Bilstein (641,2 m) und dessen Ostausläufer Große Kappe (572,5 m) reicht.

## Geschichte

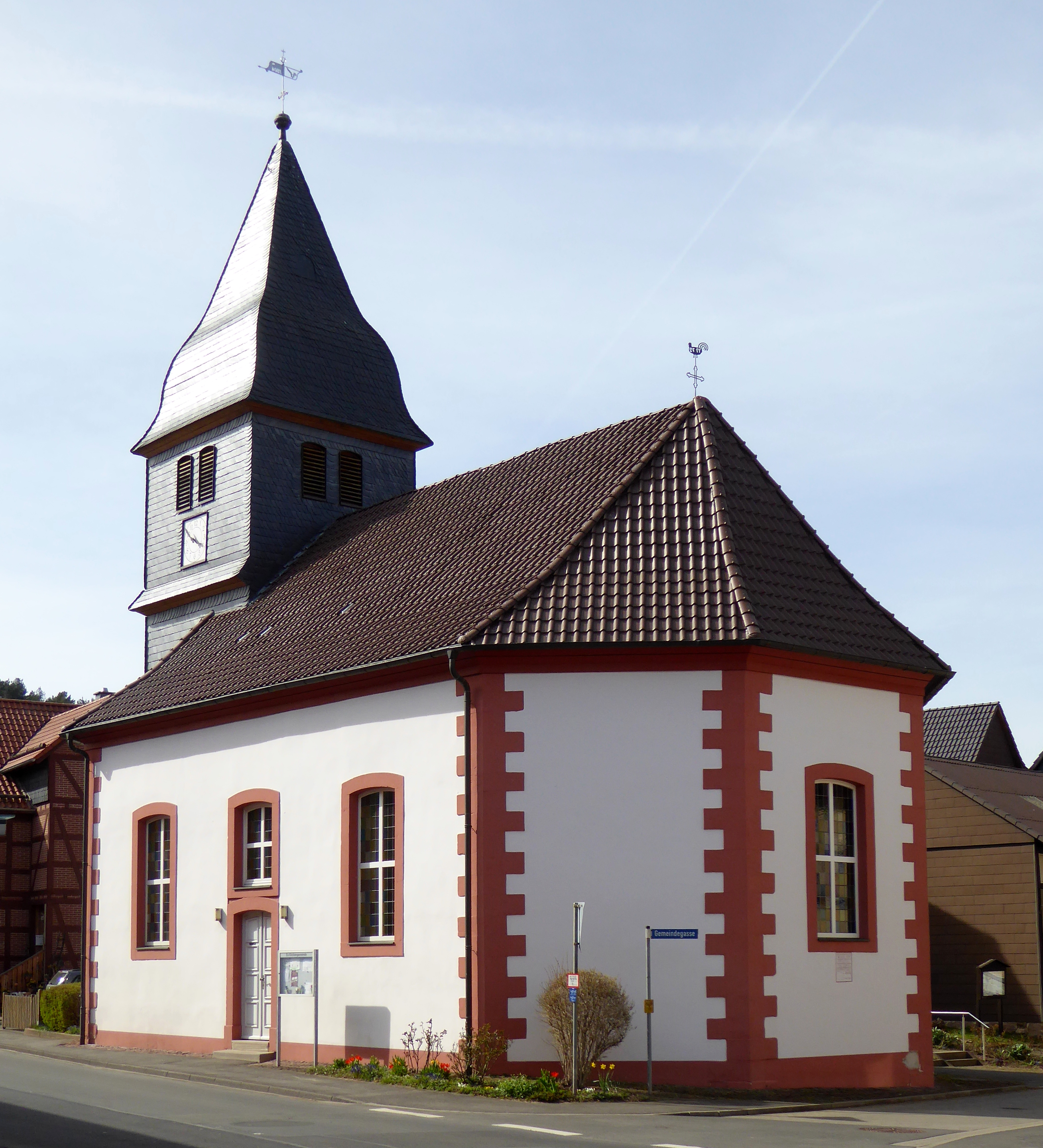
Evangelische Kirche

Erstmals urkundlich erwähnt wurde das Dorf im Jahre 1245. Der Ort gehörte bis 1821 zum hessischen Amt Ludwigstein/Witzenhausen und danach zum Landkreis Witzenhausen. Während der französischen Besetzung gehörte der Ort zum Kanton Witzenhausen im Königreich Westphalen (1807–1813).
Zum 1. Januar 1974 wurde Roßbach im Zuge der Gebietsreform in Hessen kraft Landesgesetz in die Stadt Witzenhausen eingegliedert. Für die nach Witzenhausen eingegliederten, ehemals eigenständigen Gemeinden wurde je ein Ortsbezirk mit Ortsbeirat und Ortsvorsteher nach der Hessischen Gemeindeordnung gebildet.

## Bevölkerung
Einwohnerstruktur 2011
Nach den Erhebungen des Zensus 2011 lebten am Stichtag, dem 9. Mai 2011, in Roßbach 651 Einwohner. Darunter waren 3 (0,5 %) Ausländer. Nach dem Lebensalter waren 90 Einwohner unter 18 Jahren, 259 zwischen 18 und 49, 147 zwischen 50 und 64 und 165 Einwohner waren älter. Die Einwohner lebten in 273 Haushalten. Davon waren 69 Singlehaushalte, 102 Paare ohne Kinder und 81 Paare mit Kindern, sowie 15 Alleinerziehende und 6 Wohngemeinschaften. In 87 Haushalten lebten ausschließlich Senioren und in 159 Haushaltungen lebten keine Senioren.
Einwohnerentwicklung
| Quelle: Historisches Ortslexikon |                                     |
| • 1466:                          | 09 Hausgesesse                      |
| • 1585:                          | 56 Hausgesesse                      |
| • 1681:                          | 36 Hausgesesse                      |
| • 1747:                          | 68 Mannschaften mit 67 Feuerstellen |

| Roßbach: Einwohnerzahlen von 1834 bis 2022 | Roßbach: Einwohnerzahlen von 1834 bis 2022 | Roßbach: Einwohnerzahlen von 1834 bis 2022 | Roßbach: Einwohnerzahlen von 1834 bis 2022 | Roßbach: Einwohnerzahlen von 1834 bis 2022 |
| --- | ------------------------------------------ | ------------------------------------------ | ------------------------------------------ | ------------------------------------------ |
| Jahr |                                            |                                            |                                            | Einwohner                                  |
| 1834 | 1834                                       |                                            | 590                                        | 590                                        |
| 1840 | 1840                                       |                                            | 579                                        | 579                                        |
| 1846 | 1846                                       |                                            | 563                                        | 563                                        |
| 1852 | 1852                                       |                                            | 556                                        | 556                                        |
| 1858 | 1858                                       |                                            | 546                                        | 546                                        |
| 1864 | 1864                                       |                                            | 577                                        | 577                                        |
| 1871 | 1871                                       |                                            | 597                                        | 597                                        |
| 1875 | 1875                                       |                                            | 597                                        | 597                                        |
| 1885 | 1885                                       |                                            | 567                                        | 567                                        |
| 1895 | 1895                                       |                                            | 573                                        | 573                                        |
| 1905 | 1905                                       |                                            | 593                                        | 593                                        |
| 1910 | 1910                                       |                                            | 626                                        | 626                                        |
| 1925 | 1925                                       |                                            | 638                                        | 638                                        |
| 1939 | 1939                                       |                                            | 701                                        | 701                                        |
| 1946 | 1946                                       |                                            | 945                                        | 945                                        |
| 1950 | 1950                                       |                                            | 960                                        | 960                                        |
| 1956 | 1956                                       |                                            | 828                                        | 828                                        |
| 1961 | 1961                                       |                                            | 803                                        | 803                                        |
| 1967 | 1967                                       |                                            | 817                                        | 817                                        |
| 1970 | 1970                                       |                                            | 791                                        | 791                                        |
| 1980 | 1980                                       |                                            | ?                                          | ?                                          |
| 1990 | 1990                                       |                                            | ?                                          | ?                                          |
| 2000 | 2000                                       |                                            | ?                                          | ?                                          |
| 2011 | 2011                                       |                                            | 651                                        | 651                                        |
| 2015 | 2015                                       |                                            | 626                                        | 626                                        |
| 2022 | 2022                                       |                                            | 621                                        | 621                                        |
| Datenquelle: Historisches Gemeindeverzeichnis für Hessen: Die Bevölkerung der Gemeinden 1834 bis 1967. Wiesbaden: Hessisches Statistisches Landesamt, 1968. Weitere Quellen: ; Stadt Witzenhausen; Zensus 2011 |                                            |                                            |                                            |                                            |

Historische Religionszugehörigkeit
| • 1925: | 634 evangelische (= 99,37 %), drei katholische (= 0,47 %) Einwohner |
| • 1961: | 705 evangelische (= 87,80 %), 79 katholische (= 9,84 %) Einwohner   |

## Politik
Für Roßbach besteht ein Ortsbezirk (Gebiete der ehemaligen Gemeinde Roßbach) mit Ortsbeirat und Ortsvorsteher nach der Hessischen Gemeindeordnung. Der Ortsbeirat besteht aus sieben Mitgliedern. Bei den Kommunalwahlen in Hessen 2021 betrug die Wahlbeteiligung zum Ortsbeirat 63,88 %. Alle Kandidaten gehörten der Liste „Gemeinwohl“ an. Der Ortsbeirat wählte Herbert Hoffmann zum Ortsvorsteher, seit April 2023 übernimmt Iris Lück diese Aufgabe.

## Sonstiges
- Roßbach ist Sitz einer Revierförsterei des Forstamtes Hessisch Lichtenau.
- Um Rossbach verläuft der Premiumwanderweg „Wacholderheide Rossbach“.